# Hundwil
Hundwil est une commune suisse du canton d'Appenzell Rhodes-Extérieures.

## Géographie

### Situation

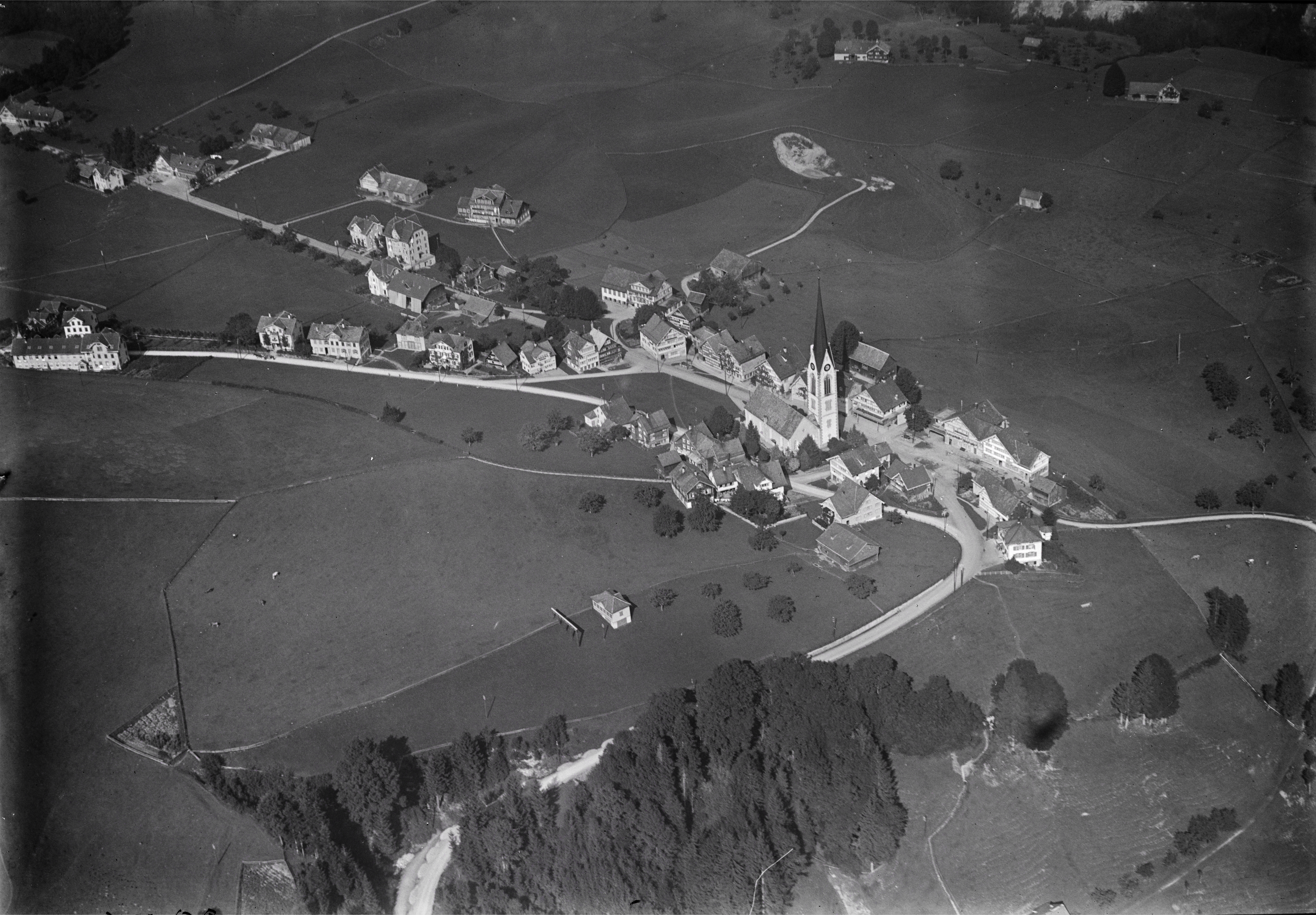
Vue aérienne de 300 m par Walter Mittelholzer (1923)

La commune de Hundwil est située au pied du Säntis. Son altitude est comprise entre 655 mètres, au bord de la rivière Urnäsch, et 2 501 mètres, au sommet du Säntis. Le col de la Schwägalp, station de départ du téléphérique du Säntis, se trouve également sur le territoire communal.
La commune est étalée sur l'axe Nord-Sud. La limite méridionale et la limite septentrionale sont séparées par 13,8 kilomètres.
Hundwil mesure 23,96 km2.

### Transports
- Lignes de bus pour Saint-Gall et Herisau.

## Histoire
Le lieu est mentionné pour la première fois en 921. 
En 1401, un traité d'alliance est signé avec la ville de Saint-Gall. En 1513, le canton d'Appenzell entre dans la Confédération.
Depuis la fin du XVIe siècle, Hundwil fut, alternativement avec Trogen le siège de la landsgemeinde, qu'elle accueillait les années impaires jusqu'en 1997.
Jusqu'en 1997, Hundwil a fait partie du district d'Hinterland.

## Démographie
Hundwil compte 931 habitants au 31 décembre 2022 pour une densité de population de 39 hab/km2. Sur la période 2010-2019, sa population a diminué de −0,1 % (canton : 4,6 % ; Suisse : 9,4 %).  

## Patrimoine bâti
- Noyau historique
- Église réformée

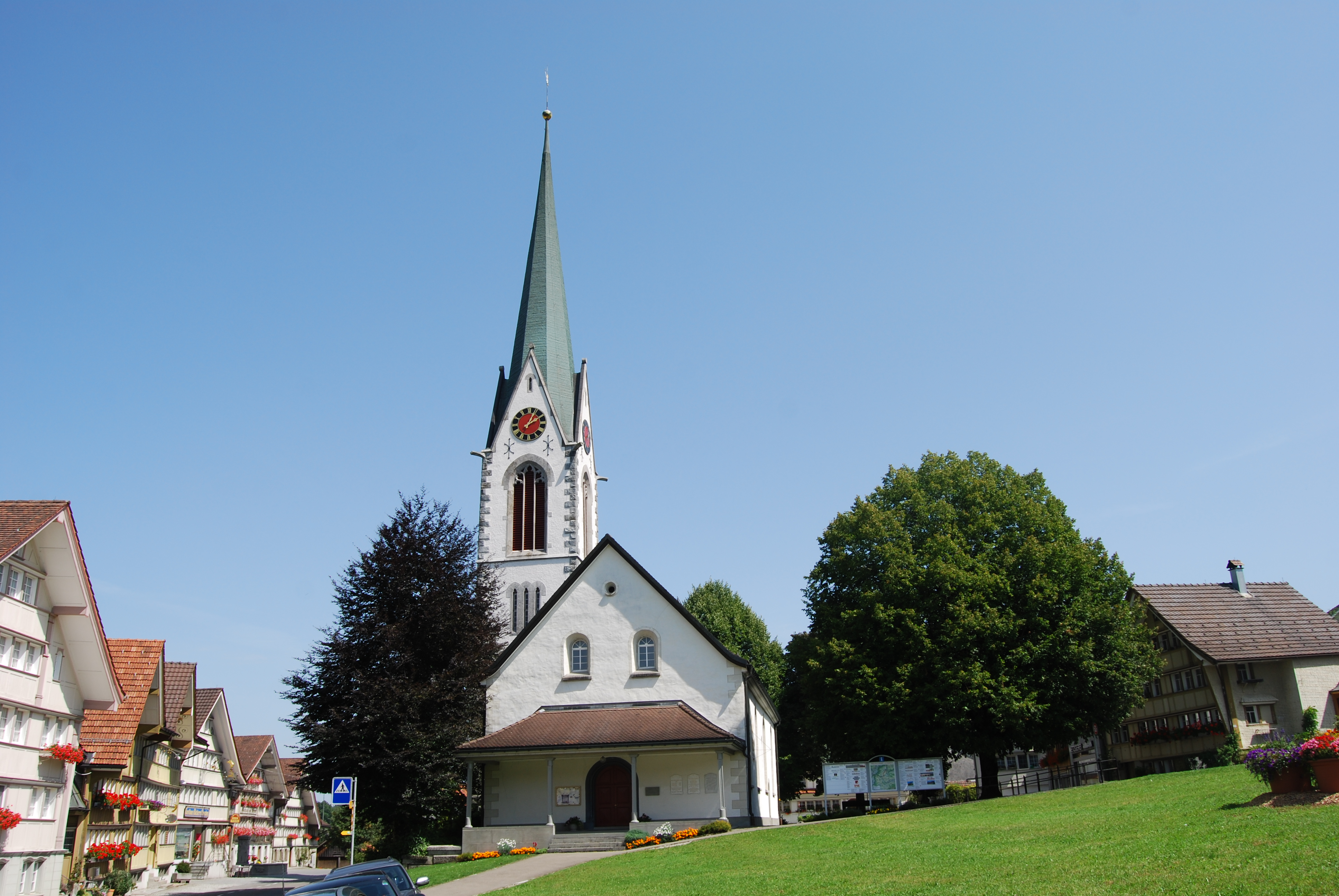
Église d'Hundwil.

- Presbytère et ancien Hôel-de-Ville
- Auberge Zur Krone
- Heidenhaus (maison du païen)